# Composition des équipes du Championnat de France masculin de handball 2006-2007
Cet article liste les compositions des équipes participantes au Championnat de France masculin de handball 2006-2007.
En région parisienne, Pascal Léandri, l'emblématique joueur d'Ivry, quitte son poste d'ailier droit pour devenir l'adjoint de Stéphane Imbratta sur le banc. Il est remplacé par Ahmed Hadjali qui arrive en provenance de Tremblay alors que l'ailier gauche Damir Smajlagić fait son retour en D1 après un passage en équipe réserve d'Ivry en remplacement d'Éric Amalou, désormais entraineur-joueur en Italie. Du côté de Créteil, la principale arrivée est celle de l'ex joueur vedette Mile Isaković comme entraîneur. Autre arrivée, celle de l'ex-Parisien Nerijus Atajevas qui a joué la deuxième partie de saison avec Schaffausen (Suisse) tandis qu'Adrian Petrea s'en va à Pontault-Combault... Peu de mouvements du côté du Paris Handball avec les arrivées du gardien croate Nikola Blažičko et des jeunes jumeaux Kévynn et Olivier Nyokas. Enfin, Tremblay a recruté Semir Zuzo, prêté en deuxième partie de saison par Montpellier à Schaffhausen, le Tunisien Wissem Bousnina et Mohamadi Loutoufi (Reykjavik), qui ne s'est pas entendu financièrement avec Dunkerque.
Le club nordiste justement voit le départ de Gabriel Toacsen, rentré en Roumanie en tant qu'entraîneur-joueur de Ploiesti, et de Bertrand Roiné à Chambéry. Au niveau des arrivées, Richard Demaret (Lille) renforcera la défense et Arnaud Siffert les buts tandis que Jaleleddine Touati, Erwan Siakam-Kadji et Pierre Soudry, arrivés sur la pointe de pieds, feront les beaux jours du club dans quelques années. Du côté de Sélestat, on continue avec la filière nord-africaine puisque Makram Jerou, Hatem Haraket et El Hadi Biloum tenteront d'être aussi performants qu'Issam Tej, parti à Montpellier, ou qu'Heykel Megannem, qui a rejoint un an plus tôt Nîmes. Intersaison calme pour le Chambéry Savoie Handball avec le départ du pivot espagnol Eduard Fernández Roura et les arrivées de Bertrand Roiné et de Cédric Paty. Enfin, convoité par Valladolid, le gardien Yohann Ploquin a finalement à nouveau prolongé son contrat avec Toulouse pour deux ans de plus. Au rayon des départs, Stéphane Plantin a mis un terme à sa carrière tandis que Seufyann Sayad est parti en Espagne.
Dans le Sud, Grégory Anquetil a prolongé d'un an à Montpellier mais Laurent Puigségur a mis un terme à sa carrière et Damien Kabengele et Andrej Golić sont partis à Zagreb. À la suite du départ de Thierry Omeyer, Daouda Karaboué devient le gardien n°1 et sera secondé par le Tunisien Marouène Maggaiez ou le jeune Vincent Gérard. Si Samuel Honrubia et Raphaël Caucheteux, issus du centre formation, tenteront de glaner un peu de temps jeu derrière Michaël Guigou, l'arrivée du pivot Issam Tej et le retour Cédric Burdet constituent les principaux recrutements du tenant du titre. En revanche, Maxime Derbier n'a pas réussi à s'imposer et rejoint l'USAM Nîmes Gard, désormais entraîné par Alain Portes. Bruno Basneville y repart pour une année, le jeune Yassine Idrissi, issu du centre formation, est le deuxième gardien derrière Bruno Martini tandis qu'arrivent Guillaume Saurina, qui a cartonné avec Villeurbanne en D2 et Damien Scaccianoce, en provenance d'Istres. Le club provençal a quant à lui engagé Mathieu Kreiss, gardien de Cesson (D2), pour pallier le départ de Petr Štochl. Istres voit également le retour sur le banc du duo Derot-Cicut en remplacement de Jan Bašný.

## Clubs
Remarque : l'âge des joueurs est calculé au 1er juin 2007.

### Chambéry Savoie Handball
- Départs : Christophe Zuniga (US Créteil), Nicolas Moretti (St-Raphaël, D2),  El Hadi Biloum (SC Sélestat),  Eduard Fernández Roura (BM Valladolid, ), Christophe Quive (Toulouse).
- Arrivées : Bertrand Roiné (US Dunkerque), Cristian Stamate (St-Cyr/Loire, N1), Cédric Paty (Villefranche-en-Beaujolais, D2).

### US Créteil
- Départs : Jean-Luc Le Gall (entraîneur),  Adrian Petrea et Sédrick Ignol (UMS Pontault-Combault), Thomas Molliex (Chênois/Servette Genève, SUI).
- Arrivées :  Mile Isaković (entraîneur), Christophe Zuniga (Chambéry SH),  Nerijus Atajevas (Kadetten Schaffhouse, ).

### Dunkerque Handball Grand Littoral
- Départs : Arnaud Bonin (Lille, D2), Simon Parent (Lille, D2), Ruslan Prudius, Bertrand Roiné (Chambéry SH),  Gabriel Toacsen (SC Uztel Ploiești, ),
- Arrivées: Richard Demaret (Villeneuve-d'Ascq, D2), Arnaud Siffert (Paris Handball),  Jaleleddine Touati (Espérance Tunis, ), Yérime Sylla (Villeneuve-d'Ascq, D2, en tant qu'entraîneur adjoint), Erwan Siakam-Kadji (Lille, D2), Pierre Soudry (Abbeville, N3).

### Istres Ouest Provence
- Départs : Jan Bašný (entraîneur, sans club), Saïd Ouksir (UMS Pontault-Combault), Damien Scaccianoce (USAM Nîmes Gard),  Petr Štochl (Füchse Berlin, D2, ).
- Arrivées : Mathieu Kreiss (OC Cesson, D2), Matthieu Drouhin (Villefranche-en-Beaujolais, D2), Gilles Derot (entraîneur, centre de formation), Michel Cicut (entraîneur adjoint)

### US Ivry
- Départs : Éric Amalou (SC Teramo, ),  José-Carlos Hernandez Pola (Villeneuve-d'Ascq, D2), Pascal Léandri (fin de carrière, devient entraîneur adjoint)
- Arrivées : Damir Smajlagić (équipe réserve), Ahmed Hadjali (Tremblay-en-France), Pascal Léandri (entraîneur adjoint).

### Montpellier Handball
- Départs : Thierry Omeyer (THW Kiel, ), (RK Zagreb, ), Damien Kabengele et Andrej Golić (RK Zagreb, ), Milan Calic (SC Pick Szeged, ), Laurent Puigségur (arrêt), Mickaël Sincère (HBC Nantes, D2), Maxime Derbier (USAM Nîmes Gard).
- Arrivées :  Issam Tej (SC Sélestat), Cédric Burdet (VfL Gummersbach, ),  Marouène Maggaiez (Béni Khiar, ), Vincent Gérard (SMEC Metz, D2), Samuel Honrubia (centre formation), Raphaël Caucheteux (centre formation).

### USAM Nîmes Gard
- Départs : Patrice Raux (Pays d'Aix UC, D2), Julien Segond (Pays d'Aix UC, D2), Gabriel Bourguignon (Bagnoles/Cèze, N3),  Yuya Taba,  Mirza Šarić
- Arrivées: Guillaume Saurina (Villeurbanne),  Nikola Malesević (SC Sélestat), Damien Scaccianoce (Istres OPH), Maxime Derbier (Montpellier Handball), Pierre-Yves Ragot (Ajaccio, D2), Alain Portes (entraîneur), Yassine Idrissi (centre de formation).

### Paris Handball
- Départs : Christophe Spincer (St-Cyr Touraine, D2), Arnaud Siffert (US Dunkerque).
- Arrivées :  Nikola Blažičko (RK Zagreb, ), Kévynn Nyokas et Olivier Nyokas (UMS Pontault-Combault).

### UMS Pontault-Combault
- Départs : Ahmed Ahouari (Gien, N1), Thibaut Karsenty (Villemomble Handball, N2),  Jiří Tancoš (Freiberg, D4, ), Dragan Mladenović (Dijon Bourgogne), Cédric Largent (Tremblay-en-France), Nenad Stanić (Limoges 87, N2).
- Arrivées: Saïd Ouksir (Istres OPH), Sédrick Ignol (US Créteil), Grine Lahreche (Torcy, N1),  Adrian Petrea (US Créteil).

### Saint-Marcel Vernon
- Départs : Brice Versol,  Slaviša Đukanović (Bordeaux, D2), Romain Gascoin (Stade Valeriquais, N2), Ulrich Galanth (Centre formation Istres).
- Arrivées : Stéphane Raphanel (Saint-Raphaël, D2), Pape Benga (Bagnols/Cèze, N3),  Mario Kelentrić (RK Zagreb, ),  Josip Ćavar (centre formation du FC Barcelone, ).

### SC Sélestat
- Départs :  Nikola Malesević (USAM Nîmes Gard),  Issam Tej (Montpellier Handball),  Goran Bilbija (Klagenfurt, ), Josselyn Haas (ASL Robertsau, D2).
- Arrivées :  Makram Jerou (Espérance Tunis, ),  Hatem Haraket (Espérance Tunis, ),  El Hadi Biloum (Chambéry SH),

### Toulouse Union Handball
- Départs : Seufyann Sayad (CB Cangas, ), Stéphane Plantin (arrêt), Frédéric Marty (AS Union, N3).
- Arrivées: Benjamin Briffe (Thau-Frontignan, N2), Christophe Quive (Chambéry).

### Tremblay-en-France Handball
- Départs : Ahmed Hadjali (US Ivry), Dorian Luzineau (US Saintes, N1), François Le Guen (Chênois/Servette, SUI), Cyril Arquevaux (Villepinte, D2), Valeria Costea (Târgu Jiu, ROU),  Lazo Majnov (Skopje, ).
- Arrivées : Semir Zuzo (Kadetten Schaffhouse, ),  Wissem Bousnina (Espérance Tunis, ), Mohamadi Loutoufi (Valur Reykjavik, ), Cédric Largent (UMS Pontault-Combault).

### Villeurbanne Handball Association
- Départs : Guillaume Saurina (Nîmes), Pierre-Yves Besson (Vénissieux, N1).
- Arrivées : Arnaud Bingo (Villefranche-en-Beaujolais, D2).